# تیم ۱۰

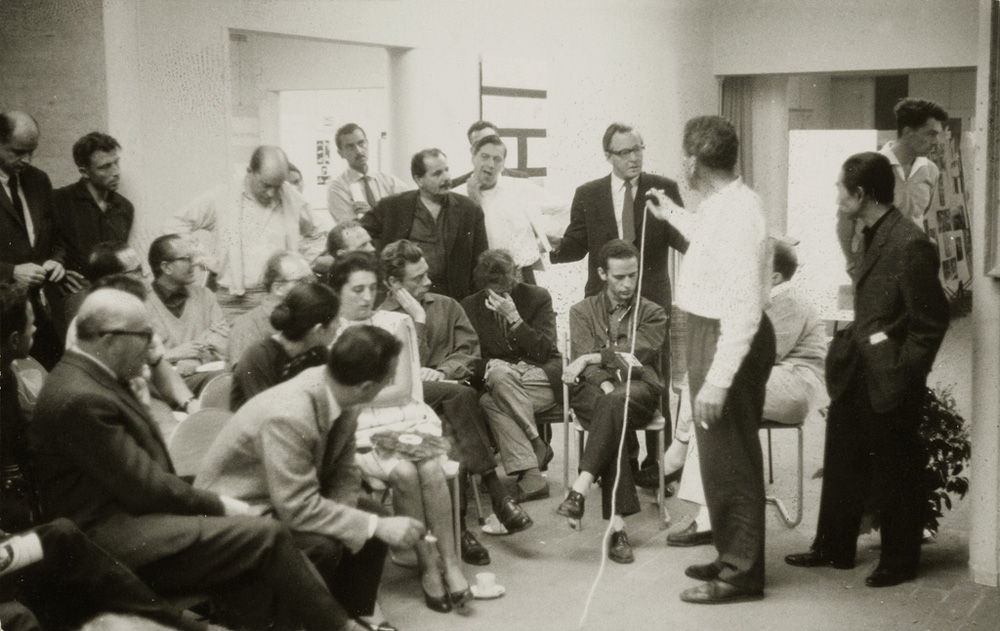
Otterlo جلسه ۱۹۵۹ (همچنین CIAM '59)، توسط تیم ۱۰، با ۴۳ شرکت کننده برگزار شد. محل ملاقات: موزه Kröller-Müller، واقع در پارک ملی Hoge Veluwe. انحلال سازمان CIAM.

تیم ۱۰. یا گروه دَه یا Team X. گروهی متشکل از معماران-  گروهی از معماران و سایر شرکت‌کنندگانِ  در کنگره سیام بودند. این افراد پس از نهمین نشست کنگره‌های بین‌المللی معماری مدرن (CIAM) در ژوئیه سال ۱۹۵۳، با به چالش کشیدن رویکرد دکترین کنگره در مورد شهرسازی، با ایجاد یک انشعاب در سیام  این گروه را بنیاد گذاشتند. 
آلیسون اسمیتسون در کتاب «جلسات تیم 10» (1991) می‌گوید: «در مورد افرادی که به تیم 10 علاقه‌مند هستند، تیم 10 ممکن است چند سوال جدی بپرسد: ‘چرا می‌خواهید بدانید؟’ ‘با دانشتان چه خواهید کرد؟’ ‘آیا این به شما کمک خواهد کرد تا زبان معماری مدرن را بازسازی کنید به طوری که دوباره ارزش ارث‌برداری داشته باشد؟’» 